# Nurbol Jumasqalıev
Nurbol Järdemulı Jumasqalïyev (in kazako Нұрбол Жәрдемұлы Жұмасқалиев?, in russo Нурбо́л Жарде́мович Жумаскали́ев?, Nurbol Žardemivič Žumaskaliev, traslitterazione anglosassone: Nurbol Zhumaskaliyev; Oral, 11 maggio 1981) è un ex calciatore kazako, di ruolo attaccante, tecnico del Tobyl.
È primatista di reti (166) nella storia del campionato kazako.

## Carriera

### Club
Durante la sua carriera ha vestito le maglie di Naryn, Jetisý e Astana. Dal 2000 al 2011 ha giocato nel Tobyl, rivestendo la casacca del Tobyl dal 2012 fino al 2016, poi nuovamente tra il 2017 e il 2018 dopo una breve parentesi all'Ertis.

### Nazionale
Ha più volte rappresentato la Nazionale kazaka.

## Palmarès

### Club
- Coppa del Kazakistan: 1

Tobyl: 2007
- Campionato kazako: 1

Tobyl: 2010
- Supercoppa del Kazakistan: 1

Astana: 2011

### Individuale
- Calciatore kazako dell'anno: 3

2003, 2005, 2010